# Melite (naiade)

Herakles wordt benaderd door Melite, schilderij van John William Waterhouse (1896)

Melite (Oudgrieks: Μελίτη) is een nimf uit de Griekse mythologie. Ze was een van de Naiaden, en dochter van de riviergod Aegaeus.
Een tijd lang was ze een van de geliefden van Zeus. Toen Herakles zich terugtrok op het eiland Scherië, mogelijk was dit Korfoe, werd hij meegenomen door Melite. Samen met hem kreeg ze een zoon, Hyllus. Mogelijk kregen ze een tweede zoon, genaamd Hylas.
Toen Zeus hierachter kwam verbood hij haar relatie met Herakles en verliet hij haar.